# Donald Oliver
Donald Carthew Oliver (ur. 16 kwietnia 1937 w Avondale, zm. 26 lutego 1996 w Auckland) – nowozelandzki sztangista, olimpijczyk, trzykrotny reprezentant (1960, 1964, 1968) letnich igrzysk olimpijskich). 
Medalista igrzysk Imperium Brytyjskiego i Wspólnoty Brytyjskiej w 1962 oraz w 1966.
Twórca własnej marki sprzętu fitness oraz sieci klubów fitness w Auckland.